# Titanium (sang)
"Titanium" er en sang af den franske DJ og musikproducer David Guetta, og byder på vokal af den australske musiker Sia. Sangen er fra Guettas femte studiealbum, Nothing but the Beat, og blev sangen skrevet af Sia, Guetta, Giorgio Tuinfort og Afrojack. Produktionen blev også håndteret af Guetta, Tuinfort og Afrojack. "Titanium" blev oprindeligt udgivet til digital download den 8. august 2011, som den første af fire salgsfremmende singler fra albummet. Det blev senere udgivet som albummets fjerde single i december 2011. Sangen var oprindeligt featured vokal af den amerikanske musiker Mary J. Blige, hvis version af sangen blev lækket online i juli 2011.
"Titanium" er en ballade, som trækker fra genrer af house, pop og urban-dance. Sangens tekst handler om indre styrke. Sias vokal på "Titanium" modtog sammenligninger med Fergie og sangen fik også musikalsk forhold til Coldplays arbejde. Kritikere var positive over for sangen og bemærkede det som en af de gode tracks fra Nothing but the Beat. "Titanium" opnået top 10 placeringer i flere store musikmarkeder, herunder Australien, Østrig, Danmark, Finland, Frankrig, Tyskland, Ungarn, Irland, Italien, Holland, New Zealand, Norge, Spanien, Sverige, Schweiz og USA. I Det Forenede Kongerige toppede den som nummer et, og blev Guettas femte nummer et single på hitlisten og Sias første.
Sangen er ledsagende af en musikvideo med premiere den 21. december 2011, men ikke med optrædener af Guetta eller Sia. I stedet fokuserer videoen på en ung dreng, spillet af skuespilleren Ryan Lee, med overnaturlige kræfter. Sammen med andre sange, var "Titanium" trukket fra radiostationer i USA, efter at Sandy Hook-massakren.

## Baggrund
"Titanium" er skrevet af Sia, David Guetta, Giorgio Tuinfort og Afrojack. Produktionen blev også håndteret af Guetta, Tuinfort og Afrojack. Efter at opdaget Sia smusik online, hentede Guetta hende, for at blive vist på hans femte studiealbum, Nothing but the Beat. Guetta fortalte en insider fra Los Angeles "Jeg var fuldstændig forbløffet af Sia ... Det har gjort mig mere nysgerrig for at studere hendes musik mere, fordi jeg var virkelig imponeret. Jeg har de største mennesker på albummet og hun har en anden profil, mere som en slags indie kunstner og det gør hendes sang endnu mere speciel, det gør det at det skiller sig ud, synes jeg."
Sangen var oprindeligt med vokal af den amerikanske musiker Mary J. Blige, hvis version af sangen blev lækket online i juli 2011. I et interview med News.com.au, talte Guetta om sin læk og sagde: "Du skal ikke engang, om det ... Jeg vil hellere ikke tale om det. Det var irriterende. Det var ikke meningen, at det skal være derude." Sia indspillet en demo af sangen, som derefter blev sendt til Blige og andre kunstnere. Til sidst, besluttede Guetta at bruge med hendes version.Han forklarede: "Første gang jeg hørte, hvad Sia gjorde, fordi hun ikke var i studiet med mig, faldt jeg i kærlighed med det ... jeg ønsker ikke selv at give det til andre, det var perfekt den måde, det var. Det er ikke kun om, hvor stor du er i Amerika, det er om sangen og stemmen." Amerikansk popsangerinde Katy Perry var den første person, der skal tilbydes sporet men afviste, fordi hun følte dens budskab ligner hendes sang "Firework". En insider fortalte Take 40 Australia at "'Titanium' skrev Sia for Katy, men [Katy] ønsker ikke at lave en sang med Guetta ... " I henhold til Sias manager, Jonathan Daniel fra Crush Management, skrev Sia sangen for den amerikanske R&B sanger Alicia Keys. Guetta betragtede andre kvindelige sangere nærmere, for at optage dem på sangen, men Perry rådede ham til at holde Sia på sporet. Guetta endte til sidst med dette forslag. "Titanium" blev udgivet for digital download den 8. august 2011, som den første af fire salgsfremmende singler fra albummet, som en del af iTunes Stores nedtælling til albummets udgivelse.

## Trackliste
- Digital EP[10]

1. "Titanium" (featuring Sia) [Alesso Remix] – 6:43
2. "Titanium" (featuring Sia) [Nicky Romero Remix] – 5:40
3. "Titanium" (featuring Sia) [Arno Cost Remix] – 6:59
4. "Titanium" (featuring Sia) [Gregori Klosman Remix] – 6:23
5. "Titanium" (featuring Sia) [Extended Version] – 5:12

## Udgivelseshistorie
| Land           | Dato              | Format            |
| -------------- | ----------------- | ----------------- |
| Østrig         | 9. december 2011  | Digital EP        |
| Belgien        | 9. december 2011  | Digital EP        |
| Finland        | 9. december 2011  | Digital EP        |
| Tyskland       | 9. december 2011  | Digital EP        |
| Italien        | 9. december 2011  | Digital EP        |
| Nederlandende  | 9. december 2011  | Digital EP        |
| Norge          | 9. december 2011  | Digital EP        |
| Schweitz       | 9. december 2011  | Digital EP        |
| Frankrig       | 12. december 2011 | Digital EP        |
| Luxembourg     | 12. december 2011 | Digital EP        |
| New Zealand    | 12. december 2011 | Digital EP        |
| Portugal       | 12. december 2011 | Digital EP        |
| Singapore      | 12. december 2011 | Digital EP        |
| Sverige        | 12. december 2011 | Digital EP        |
| Spanien        | 13. december 2011 | Digital EP        |
| Irland         | 16. december 2011 | Digital Remix     |
| Storbritannien | 16. december 2011 | Digital Remix     |
| USA            | 24. april 2012    | Moderne hit radio |
| USA            | 24. april 2012    | Rytmisk radio     |